# Mart (Texas)
Mart é uma cidade localizada no estado norte-americano de Texas, no Condado de Limestone e Condado de McLennan.

## Demografia
Segundo o censo norte-americano de 2000, a sua população era de 2273 habitantes.
Em 2006, foi estimada uma população de 2484, um aumento de 211 (9.3%).

## Geografia
De acordo com o United States Census Bureau tem uma área de
3,5 km², dos quais 3,5 km² cobertos por terra e 0,0 km² cobertos por água. Mart localiza-se a aproximadamente 160 m acima do nível do mar.

## Localidades na vizinhança
O diagrama seguinte representa as localidades num raio de 28 km ao redor de Mart.